# 베이비 (드라마)
《베이비》(영어: Baby)는 넷플릭스에서 2018년 11월부터 방영 중인 이탈리아의 십대 드라마이다.